# DJ Hero

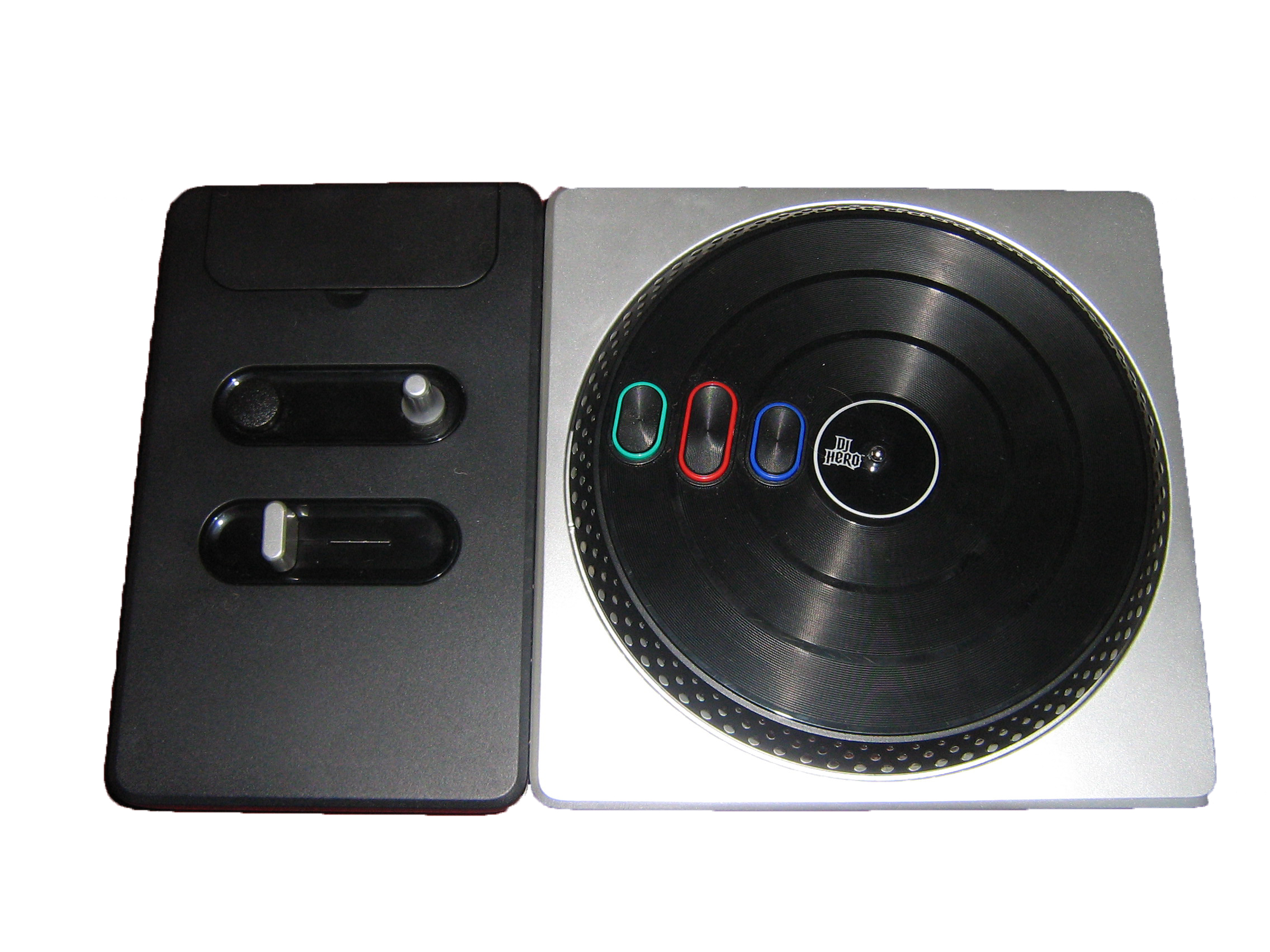
Turntable-Controller für die PS3

DJ Hero (engl. „DJ-Held“) ist ein Ableger der Guitar-Hero-Serie. Bei dem Spiel soll der Nutzer versuchen, Original-Musikstücke, die während des Spiels zu hören sind, auf einem speziellen Turntable-Controller möglichst authentisch zu mischen, indem er entsprechende Gesten auf dem Controller ausführt. Der erste Teil wurde am 29. Oktober 2009 in Europa und am 27. Oktober 2009 in Amerika veröffentlicht.
Das Spiel wurde von FreeStyleGames entwickelt und von Activision veröffentlicht.
Am 8. Juni 2010 wurde ein zweiter Teil angekündigt. Dieser erschien am 22. Oktober 2010.
Am 20. März 2014 haben die Entwickler mitgeteilt, dass die kostenpflichtigen Zusatz-Inhalte aus sämtlichen Online-Stores entfernt und somit nicht mehr erwerbbar sind. Bereits gekaufte Inhalte können weiterhin benutzt werden und sind von dieser Änderung nicht betroffen.

## Gameplay
Die Aufgabe des Spielers ist es, mit dem speziellen Turntable-Controller einen bestimmten Song-Mix nachzuspielen. Dazu muss er Knöpfe auf dem Controller zum richtigen Zeitpunkt betätigen.
Es ist auf manchen Mixes weiterhin möglich, die altbekannte Guitar Hero Gitarre zu verwenden, sodass man diese auch nutzen kann, um Multiplayer zu spielen. Erlaubt sind allerdings nur die Kombinationen Gitarre/Turntable oder Turntable/Turntable.
Im Gegensatz zum klassischen Guitar Hero Gameplay, bei dem es nur darum ging die unterschiedlich gefärbten Knöpfe entsprechend den auf dem Bildschirm erscheinenden Farben zu betätigen, verlangt DJ Hero vom Spieler zwar keine Bestätigung der Auswahl durch „Anschlagen“, sehr wohl jedoch einige andere Bewegungen: Der Cross-Fader muss zu jedem Zeitpunkt auf die richtige Stufe gestellt sein. Der Turntable wird außerdem in – auf höheren Schwierigkeitsgraden in zunehmend präziser formulierten – bestimmten vor- und zurückgleitenden Schüben gesteuert.
Das Äquivalent der bekannten Star-Power heißt am Turntable „Euphorie“ und wird durch einen – sobald verfügbar – rot aufleuchtenden Knopf eingesetzt. Sie sorgt für eine erhöhte Punktzahl während der Aktivierung, kann durch eine fehlerfrei gespielte Abfolge markierter Noten nutzbar gemacht werden und verhindert einen Abbruch der Notenserie durch falsche Crossfader Einstellung. Weiterhin erhält man durch beliebige längere fehlerfreie Abschnitte sogenannte „Rewinds“, welche durch schnelle Rückdrehung des Turntables genutzt werden können und einen höheren Score durch zweimaliges Spielen gleicher Abschnitte gestatten.

## Tracklist
Die Tracklist im ersten DJ-Hero-Teil enthält 93 verschiedene Song-Mixe. Zusätzliche Songs können über Xbox Live oder das PlayStation Network nachgekauft werden.